# 팻 겔싱어

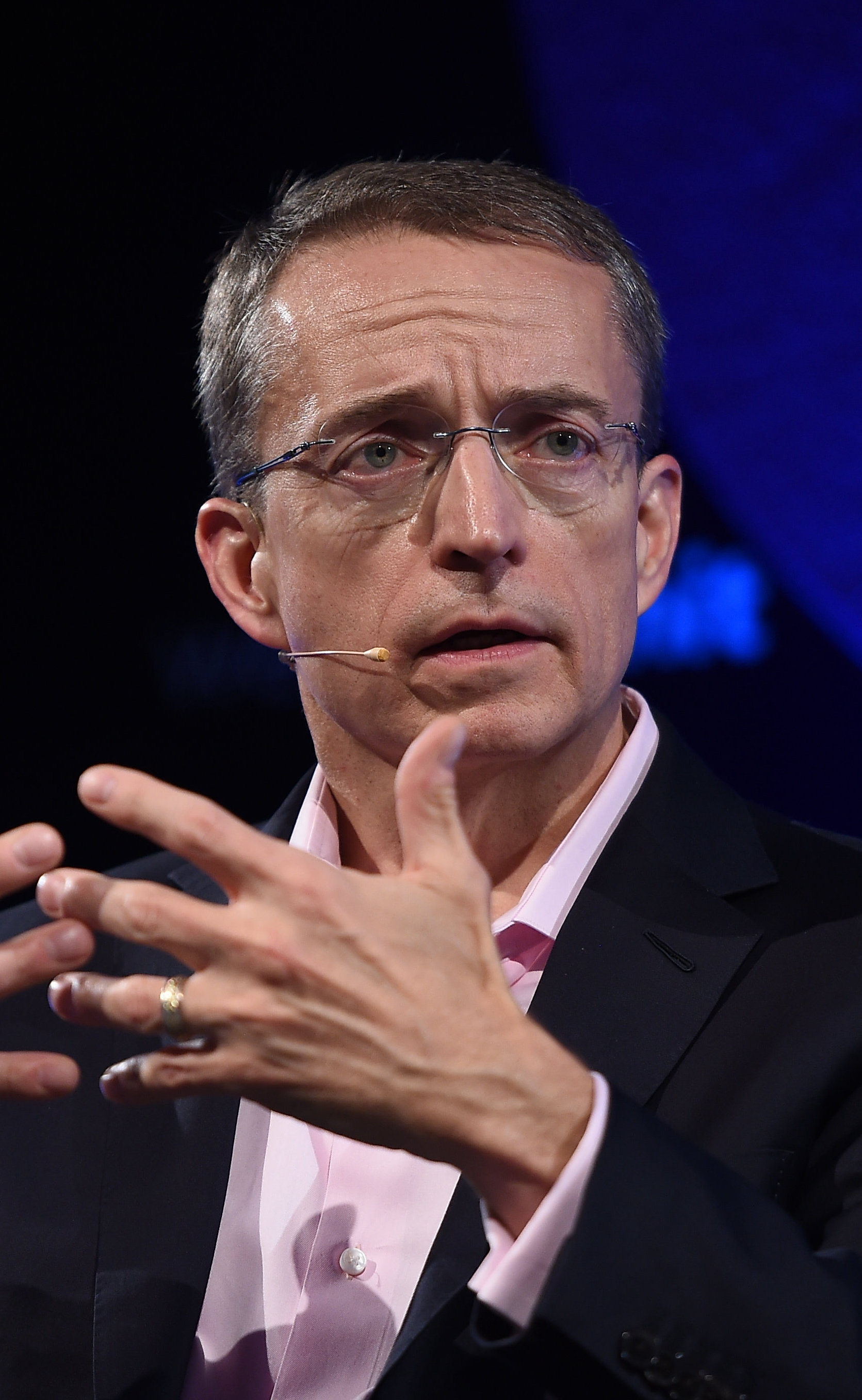
2017년 모습

팻 겔싱어(Pat Gelsinger, 본명: 패트릭 폴 겔싱어, Patrick Paul Gelsinger, /ˈɡɛlsˈŋɡər/, 1961년 3월 5일~)는 미국의 기업 임원이자 엔지니어이다. 2021년부터 인텔의 CEO로 재직 중이다.
1970년대 후반부터 주로 실리콘 밸리에 거주한 겔싱어는 스탠퍼드 대학교에서 공학 석사 학위를 취득했으며 1980년대 인텔 i486 마이크로프로세서의 수석 설계자였다. 인텔로 복귀하기 전에는 VM웨어의 CEO이자 EMC의 사장 겸 최고 운영 책임자(COO)였다.

## 어린 시절과 교육
겔싱어는 펜실베니아의 아미시파 및 메노파 지역인 로베소니아(Robesonia) 시골에 있는 그의 부모인 준(June)과 폴 겔싱어(Paul Gelsinger)에 의해 가족 농장에서 자랐다. 10대 때 그는 링컨 테크 전자 기술 시험에서 높은 점수를 받아 조기 입학 장학금을 받았다. 그 후 그는 콘래드 와이저(Conrad Weiser) 고등학교 마지막 학년을 건너뛰고 16세에 집을 떠나 대학에 진학했다. 그곳에서 그는 졸업을 위해 나머지 고등학교 학점을 취득하고 WFMZ-TV 채널 69에서 기술자로 일했으며, 1979년 뉴저지 주 웨스트 오렌지에 있는 링컨 테크에서 준학사 학위를 받았다.
1979년 18세에 그는 실리콘 밸리로 이주하여 인텔에서 품질 관리 기술자로 일했다. 인텔에 재직하는 동안 그는 전기 공학 학사 학위를 취득하고 1983년 샌타클래라 대학교를 우등으로 졸업했으며, 1985년 스탠퍼드 대학교에서 전기 공학 및 컴퓨터 과학 석사 학위를 받았다.